# Callianira antarctica
Callianira antarctica är en kammanetart som beskrevs av Chun 1897. Callianira antarctica ingår i släktet Callianira och familjen Mertensiidae. Inga underarter finns listade i Catalogue of Life.